# Tiofosfato
I tiofosfati sono anioni inorganici con formula chimica generale PS4−xO3−x ( x = 0, 1, 2 o 3) e danno il nome anche a composti derivati in cui dei gruppi organici sono attaccati a uno o più degli atomi di O o S. Il fosforo (V) nei tiofosfati è in geometria tetraedrica.

## Tiofosfati organici
Gli organotiofosfati sono una sottoclasse di composti organofosforici strutturalmente simili ai tiofosfati inorganici. Queste sostanze hanno formule del tipo (RO)3−xRxPS, oppure altre similari, dove RO è sostituito da RS. Molti di questi composti sono usati come insetticidi, alcuni hanno applicazioni farmaceutiche e altri sono stati usati come additivi per oli non alimentari.

Il malathion, un insetticida organofosforico largamente usato

In questa classe compaiono anche gli oligonucleotidi fosforotioati (OPS), che sono oligonucleotidi modificati in cui uno degli atomi di ossigeno nella porzione di fosfato è sostituito dallo zolfo. Sono la base della terapia antisenso, ad esempio i farmaci fomivirsen (Vitravene), oblimersen, alicaforsen e mipomersen (Kynamro).

## Tiofosfati inorganici

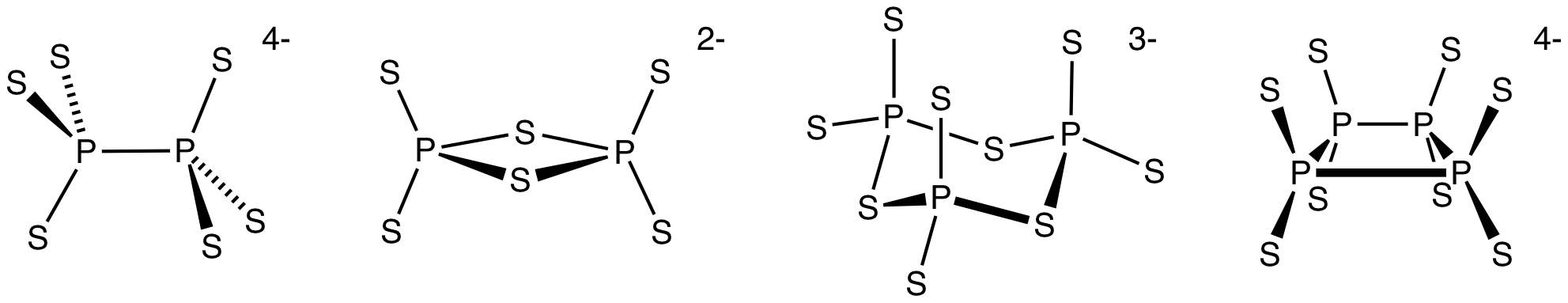
Strutture di alcuni tiofosfati.

I tiofosfati più semplici hanno formula [PS4−xOx]3−. Questi trianioni si osservano solo a pH molto basici, mentre invece a PH neutri si trovano in forma protonata con la formula [HnPS4−xOx](3−n)− (con x = 0, 1, 2 o 3 e n = 1, 2 o 3).

### Monotiofosfato

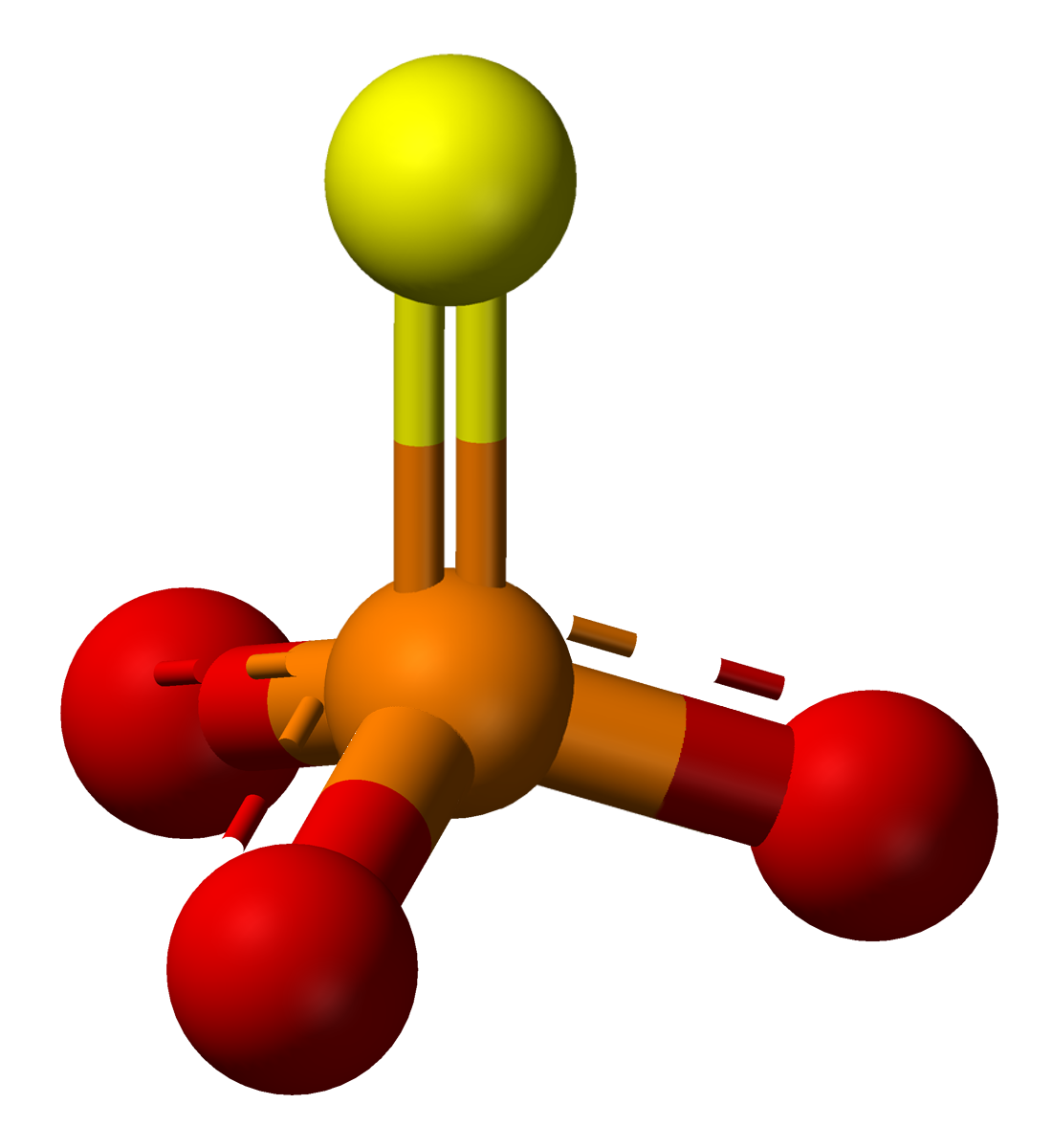
Modello ball-and-stick dell'ipotetico trianione monotiofosfato.

Il monotiofosfato è l'anione [PO3S]3− ed ha simmetria C3v. Uno dei sali più comuni di questo anione è il monotiofosfato di sodio (Na3PO3S). Il monotiofosfato è utilizzato in ambiti di ricerca in biochimica come analogo del fosfato. Gli esteri di monotiofosfato sono reagenti biochimici utilizzati nello studio della trascrizione degli acidi nucleici. Alle volte, il termine "monotiofosfato" si riferisce a esteri come, ad esempio, (CH3O)2POS−.

### Ditiofosfati
Il ditiofosfato ha formula [PO2S2]3− ed ha, invece, simmetria C2v . Il ditiofosfato di sodio, che è un sale incolore, è il principale prodotto della reazione del pentasolfuro di fosforo con NaOH che segue questa stechiometria:
P2S5 + 6 NaOH → 2 Na3PO2S2 + H2S + 2 H2O
L'acido ditiofosforico si ottiene aggiungendo al ditiofosfato di bario dell'acido solforico :
Ba3(PO2S2)2 + 3 H2SO4 → 3 BaSO4 + 2 H3PO2S2
Sia Na3PO2S2 che H3PO2S2 sono inclini all'idrolisi per dare i loro monotio- derivati.

### Tri- e tetratiofosfati
Il tritiofosfato è l'anione [POS3]3−, il quale ha simmetria C3v. Il tetratiofosfato è l'anione [PS4]3−, che ha simmetria Td .

### PxSy: tiofosfati e polifosfati binari

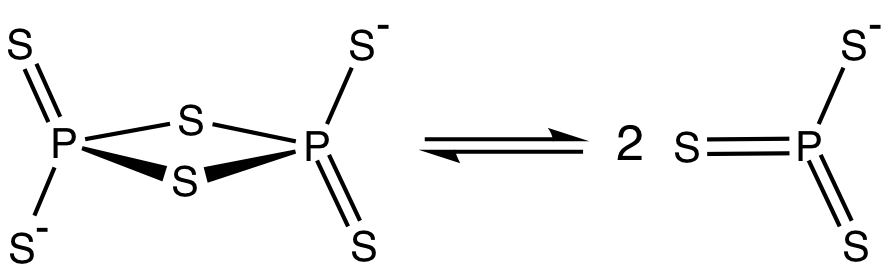
Equilibrio di dimerizzazione osservato per PS_{3}^{−}.

Tra questi anioni, sono conosciuti un certo numero di specie. Alcuni hanno attirato interesse come componenti all'interno di elettroliti solidi, per il loro uso all'interno di batterie. I tiofosfati binari sono il risultato dell'equilibrio di dimerizzazione di due tiofosfati e non mostrano l'ampia varietà degli ossianioni analoghi ma contengono caratteristiche strutturali simili. Ad esempio P è tetracoordinato, si formano legami P−S−P e anche di tipo P−P. Una differenza è che gli ioni possono includere catene di polisolfuro di 2 o più atomi di S mentre negli anioni P−O c'è solo l'unità reattiva −O−O−, perosso-, la quale è molto meno stabile.
Di seguito una lista di vari anioni tiofosfati con alcune delle loro caratteristiche
- PS−3 è analogo allo ione nitrato, NO−3 (infatti non è sufficientemente stabile lo ione PO−3); è stato isolato come sale di tetrafenilarsonio.
- PS3−4 è l'analogo solforato di PO3−4 e, come PO3−4, ha geometria tetraedrica.
- P2S4−7 è il pirotiofosfato, che consiste in due unità tetraedriche PS4  che condividono un atomo di S. Ha struttura e proprietà simili ai pirofosfati.[7]
- P2S4−10 è uno ione che può essere visto sia come due gruppi PS4 uniti da un legame bisolfuro, sia come un pirofosfato dove l'atomo di S in comune è rimpiazzato da una catena −S4−.[8]
- P2S2−6 ha una struttura bitetraedrica in cui uno spigolo è condiviso tra i due tetraedri. La struttura è quindi simile al dimero Al2Cl6, che ha lo stesso numero di elettroni. Il composto analogo con l'ossigeno P2O2−6, non è stato osservato, in quanto queste sostanze preferiscono strutture polimeriche.[7]
- P2S2−8 e P2S2−10 sono imparentati con P2S2−6 ma i due atomi di −S− a ponte sono modificati in gruppi −S−S− nel P2S2−8 e −S−S−S− nel P2S2−10.
- P2S4−6 forma sali stabili in acqua.[9] Ha una struttura simile all'etano e contiene un legame P-P. Lo stato di ossidazione sul fosforo è +4.
- P3S3−9 contiene un anello di formula P3S3. Si può produrre il suo sale di ammonio attraverso la reazione di P4S10 in ammoniac liquida.[10] Un altro modo per capire la sua struttura è quella di considerarla come quella del P4S10 (vedi anche adamantano) con un gruppo PS3+ in un vertice in meno.
- P4S4−8 contiene un anello a quattro atomi di P, P5S5−10 ha un anello P5 e P6S6−12 ne ha uno di tipo P6.  Questi anioni ciclici di formula (PS−2)n  contengono P con uno stato di ossidazione +3. Da notare che non sono trigonali come l'arsenico(III) negli arseniti, ma tetraedrici con due legami con atomi di P e due con S. Lo ione P6S6−12 è analogo a P6O6−12 .[11]